# Edmundo Desnoes
Juan Edmundo Pérez Desnoes (La Habana, 2 de octubre de 1930-Nueva York, 6 de diciembre de 2023) fue un escritor e intelectual cubano.

## Vida
Fue redactor en Lunes de Revolución. Desnoes escribió en 1965 la novela Memorias del Subdesarrollo, una historia compleja sobre la alienación de un "burgués cubano" y su proceso de adaptación a la Revolución cubana. La edición en inglés fue publicada en 1967, con el título de Inconsolable Memories ("Memorias Inconsolables"). No obstante, en el mundo anglohablante ha llegado a conocerse como Memories of Underdevelopment, una traducción más exacta.
Esta novela sirvió de base al guion de la película dirigida por el director Tomás Gutiérrez Alea en 1968. Este filme, según Desnoes, es un ejemplo de una gran adaptación de lo escrito a lo visual. 
Desnoes, como crítico de arte, escribió muchos ensayos en los años 60 y 70, Se autoexilio en 1979 pasando a vivir en la Nueva York. En 2007 publica Memorias del desarrollo llevada al cine en 2010 por el director Miguel Coyula.
Falleció el 6 de diciembre de 2023 a los 93 años, en Nueva York. En 2024 se presenta su obra póstuma Caribe: contra y desde, descrita como un “ensayo de claro aliento antiimperialista, que recorre las heridas de la región desde el desembarco colombino hasta el turbio presente", editada por el periodista gaditano Alejandro Luque de Diego.

## Obra publicada
Novela
- 1961, No hay problema
- 1965, Memorias del subdesarrollo
- 1965, El cataclismo
- 2007, Memorias del Desarrollo

Ensayo
- 1963, Lam: azul y negro
- 1972, Para verte mejor, américa latina, libro de fotografías de Paolo Gasparini con textos de Edmundo Desnoes
- 1981, Los dispositivos en la flor : Cuba, literatura desde la revolución, como editor
- 1970, Cuentos de la revolución cubana, (antología, Ambrosio Fornet, ed.)
- 2024, Caribe: contra y desde (edición: Alejandro Luque de Diego)